# Миливое Новакович
Миливое Новакович (на словенски: Milivoje Novakovič) е словенски футболист, нападател. Роден е на 18 май 1979 г. в Любляна, Словения.

## Състезателна кариера

### Ранни години
Юноша е на Олимпия Любляна, но не изиграва нито един мач за първия тим. Новакович играе три сезона в Австрия с екипите на Фойтберг, Матесбург и ЛАСК Линц.

### Литекс
Люпко Петрович го привлича в Литекс в началото на подготовката за сезон 2005/2006 от австрийския ЛАСК Линц. Той е играч с много добра физическа подготовка и в ловешкия тим очакват да бъде основен състезател през сезона. С екипа на Литекс става Голмайстор на България за 2005/06 г. с 16 гола. С това си постижение Новакович (заедно с Жозе Фуртадо) се превръща в първия чужденец, голмайстор в цялата история на А група. Той става една от звездите на „оранжевите“ и помага на тима да достигне трето място в А група, както и до 1/16 финал за Купата на УЕФА, като отбелязва 4 гола в груповата фаза на турнира.
Към него се появява интерес от Левски (София), както и от Германия и Израел.

### Кьолн
На 30 август 2006 г. Кристоф Даум го привлича в немския ФК Кьолн, като немците в негово лице виждат заместник на продадения в Байерн Мюнхен Лукас Подолски. С „козлите“ подписва тригодишен договор, а трансферната сума е на стойност 1,5 милиона €. Със своите 20 гола става голмайстор на Втора Бундеслига за сезон 2007/2008. През 2008/09 става капитан на Кьолн. Вкарва 16 попадения, а неговият тим се класира в Първа Бундеслига. През ноември 2009 треньорът Звономир Солдо му отнема капитанската лента.
На 30 октомври 2010 вкарва хеттрик на Хамбургер ШФ, като мачът завършва 3:2 за Кьолн. В края на юни 2011 е обявен за най-ефективния нападател в Европа (средно 2,7 удара на гол).

### Омия Ардиджа
На 1 август 2012 г. Новакович преминава в японската Джей Лига, като играе под наем за Омия Ардиджа до декември 2012. След края на договора за наем, той се връща в Кьолн и започва с индивидуална програма за тренировки. На 26 януари 2013 г., японският отбор решава да поднови договора за наем до 31 декември 2013.

### Шимизу С-Пулс
На 14 януари 2014 г. е представен като ново попълнение на японския Шимизу С-Пулс.

### Национален отбор
Дебютира за Словенския Нац. отбор в приятелски мач с Тринидад и Тобаго и вкарва хеттрик. Има 61 срещи за страната си. Миливое е втори голмайстор на Словения с 25 гола, отстъпвайки само на Златко Захович по брой отбелязани голове, който е отбелязал 35 в 80 срещи.

## Отличия
- Голмайстор на България с 16 гола: 2005/06
- Голмайстор на Втора Бундеслига с 20 гола: 2007/08
- Най-ефективен нападател в Европа: 2010/11
- Шампион на Словения: 2016/17
- Купа на Словения: 2015/16